# Acropolitis malacodes
Acropolitis malacodes is een vlindersoort uit de onderfamilie Tortricinae van de familie bladrollers (Tortricidae). De wetenschappelijke naam van de soort is voor het eerst geldig gepubliceerd in 1910 door Edward Meyrick.

## Type
- holotype: "female"
- instituut: BMNH, Londen, Engeland
- typelocatie: "Australia, Western, Albany"